# 喬·李伯曼
約瑟夫·伊萨多·「喬」·李伯曼（英語：Joseph Isadore "Joe" Lieberman，1942年2月24日—2024年3月27日）是美國政治人物。他1988至2013年間擔任康乃狄克州參議員。李伯曼在2000年美國總統選舉中是民主黨的副總統候選人，擔任艾爾·高爾的競選搭檔，這也使他成為第一個美國主要政黨中出現的猶太人副總統候選人。
在2000年總統選舉失敗後，李伯曼繼續擔任參議員職位。在2006年競選連任的國會選舉中，李伯曼輸掉了民主黨的初選，但執意脫黨參選，以「康州李伯曼黨」的名義投入競選，最後贏得選舉。在參議院紀錄中，李伯曼的黨籍被記載為「獨立民主黨人」，並仍和民主黨黨團一同開會。
李伯曼是美國參議院裡最為支持以色列的議員之一，並且積極支持伊拉克戰爭。在國內政策上，李伯曼抱持著一些美國自由派的經濟觀點，他支持自由貿易。然而李伯曼在一些道德議題上與共和黨站在一起，亦是參議院裡積極提倡對電子遊戲和電視節目暴力內容施加管制的議員之一。李伯曼宣稱自己是「真正的獨立派人士」，並且說：「我通常在國內政策上與民主黨意見一致，但在外交和國防政策上與共和黨意見一致。」

## 早年生涯
李伯曼生於康乃迪克州的史坦福（Stamford）市，父親是波蘭裔猶太人移民之子的亨利·李伯曼（1915年4月3日—1986年1月3日），母親是來自奧地利猶太人移民家庭的瑪西亞·門格爾（1914年11月1日—2005年6月25日）。父母兩人共同經營一間小酒店，直到亨利·李伯曼於1977年退休為止。除了約瑟夫以外，亨利夫婦還生下兩名女兒—黎塔·穆勒以及艾倫·李伯曼。喬·李伯曼就讀了史丹福中學，並且在1960年還被選為同年級的學生會長。在1963年秋天，李伯曼曾前往密西西比州數個禮拜，協助非裔美國人註冊參與投票。
他在1964年從耶魯大學取得政治和經濟學的學士學位，並且成為李伯曼家庭裡第一個從高等教育機構畢業的成員。他接著就讀了耶魯法學院，在1967年取得了法學博士學位。在從法學院畢業後，李伯曼替一間位於纽哈芬的法律事務所工作。
李伯曼在1970年以一個「改革派民主黨人」的身分被選入康乃迪克州州參議院，強調反越戰的政見。李伯曼在州參議院任職了十年，在後六年裡還是院裡的多數派領導人。然而在1980年的大選中，隨著隆納·雷根及共和黨以壓倒性票數贏得選舉的氣勢，李伯曼在議會選舉裡被共和黨籍的州參議員Lawrence DeNardis擊敗。從1982年至1988年間，他擔任康乃迪克州的第21任首席檢察官，在任內強調消費者保護和環保的議題。

## 參議院生涯
如同比爾·柯林頓一樣，李伯曼也曾在民主黨領袖委員會（Democratic Leadership Council）任職。
1998年，李伯曼是民主黨內第一個對比爾·柯林頓總統在處理與莫尼卡·莱文斯基醜聞上提出質疑的突出人物。不過，他最後投票反對彈劾柯林頓。2000年在競選副總統的同時，李伯曼也以64%選票當選了第三屆參議員任期，擊敗溫和派的共和黨候選人Philip Giordano。
當民主黨在2001年6月由於共和黨一名參議員退黨而取回參議院的多數派地位時，李伯曼成為參議院政府事務委員會主席，負責監視政府的各種行動。而當共和黨在2003年6月取回參議院控制權時，李伯曼則重新成為委員會的一般成員。
在參議院裡李伯曼是環境和公共工程委員會、軍事委員會的成員。李伯曼也加入了參議院中間派聯盟（Senate Centrist Coalition），與緬因州的共和黨參議員奧林匹亞·史諾一起擔任共同主席，不過李伯曼在他的第三屆任期快結束時便脫離了這個組織，以建設他自己的政黨。

## 政治立場

### 國內政策
- 平權行動（Affirmative action）：在1995年李伯曼說他反對「偏袒某個團體」，但他在2000年也說他會支持平權行動措施，並且在2004年說他會支持聯邦政府補助婦女和少數族群。
- 消費者保護：李伯曼曾投票支持限制在民事訴訟上對商業產品的罰款金額。
- 教育：李伯曼支持學券制，並且批評布希總統沒有對他自己發起的「不讓任何孩子落後」政策提供足夠資金。
- 娛樂產業和電子遊戲'：李伯曼積極的發起了一項限制暴力電子遊戲販售的法案。
- 環保：他是1990年清靜空氣法案的發起人之一，並且主張美國應該負起避免全球暖化的責任。
- 國會議事阻撓：李伯曼是國會裡被稱為「十四人幫」（Gang of 14）的議員之一，以跨黨派的協議避免民主黨以議事阻撓手段阻擋布希總統的法官提名程序。
- 同性戀：李伯曼投票反對以憲法禁止同性婚姻，但也反對將同性婚姻合法化。
- 槍械管制：李伯曼支持槍械管制政策，並且被美國步槍協會（NRA）打了個「F」的評分。
- 醫療制度：他曾經批評布希總統的醫療保險（Medicare）計畫缺乏資金補助。他也積極支持幹細胞研究。
- 墮胎：李伯曼在2006年反對了一項禁止轉移懷孕婦女跨州進行墮胎的「孩童保護法」法案。李伯曼也支持天主教醫院有權利拒絕提供避孕工具。
- 社會福利：在2005年，李伯曼要求國會退回社會福利委員會所提出的一份主張將社會福利私營化的報告。
- 稅賦：李伯曼反對大多數布希總統提出的稅賦改革計畫。
- 燃燒國旗：李伯曼反對了一項禁止燃燒美國國旗的憲法修正案。

### 外交政策
- 伊拉克戰爭：在2002年李伯曼投票支持對伊拉克發起戰爭，自從那時開始他一直堅定支持伊拉克戰爭。不過，他也曾批評倫斯斐對伊拉克戰爭的管理不善。
- 自由貿易：李伯曼支持北美自由貿易協議，以及中美洲自由貿易協議。李伯曼认为加拿大应该与美国使用同样的移民政策或者对加拿大公民赴美也同样要求签证，李伯曼认为加拿大与美国的不设防边界可能被伊斯兰极端分子利用而成功经美国，這些伊斯蘭恐怖分子比來自墨西哥移民更可怕。
- 以色列：在以色列與巴勒斯坦和阿拉伯國家的衝突上，李伯曼一直表現出他對以色列的強烈支持。

## 選舉
1989年李伯曼成為美國參議員，並且在1994年、2000年、和2006年的選舉中都成功當選連任。

### 參議院選舉
李伯曼在1988年以10,000票的差距擊敗了溫和派的共和黨候選人Lowell Weicker而當選參議員。在選舉中李伯曼除了受到民主黨人支持外，還受到一些來自保守派共和黨人的支持，因為他們對於現任的共和黨議員Lowell Weicker的中間派立場和投票紀錄感到不滿。由於不滿Weicker對於菲德爾·卡斯楚政權的支持，反卡斯楚的李伯曼也受到許多古巴裔美國人的支持。
而在六年後的連任選舉中，李伯曼則以歷史紀錄的票數—67%的總票數、350,000的票數差距擊敗對手當選連任。

### 2000年副總統選舉
2000年8月，李伯曼被民主黨的總統候選人、時任副總統艾爾·高爾挑選作為副總統搭檔人選。李伯曼是第一名獲得主要政黨提名參選副總統的猶太裔美國人。挑選李伯曼作為競選搭檔也可能增加了高爾的支持度。高爾和李伯曼在選舉中贏得了普選，比共和黨提名的喬治·沃克·布希和迪克·錢尼多獲得五十萬張選票，但以271對266的比率輸掉了選舉人團的選舉。
如同1960年的民主黨副總統候選人林登·詹森一樣，李伯曼的參議院任期在那一年裡也將到期，他選擇在競選副總統的同時也競選參議員的連任，以免若輸掉總統選舉時也連帶失去參議員議席。不過這個決定也遭致一些人批評，因為李伯曼若是成功當選副總統，將可能導致民主黨失去參議院的多數派地位（當時參議院裡有五十名民主黨議員和五十名共和黨議員）。
李伯曼後來批評高爾在2000年的選舉中採取了民粹主義色彩的選戰風格，認為那不是能使民主黨贏得選戰的戰略。

### 2004年總統選舉
2003年1月13日李伯曼宣布他有意角逐2004年美國總統選舉的民主黨提名。在談到自己的政見時，李伯曼認為他在外交政策上的鷹派立場可以吸引許多選民。雖然他在2004年德拉威州的初選中贏得了第二名，但在數週之後的2月13日，由於無法成功取得七個州裡面的任何一個州的初選，他宣布撤回他的參選資格。在接受訪問時他承認他對於伊拉克戰爭的支持是導致他失去選民支持的主因.。
李伯曼的前競選搭檔、前副總統高爾也沒有支持他參選總統，而是在2003年支持前佛蒙特州州長霍華德·迪安參選。

### 2006年參議院選舉

#### 初選
| 候選人      | 選票    | 比率 |
| ----------- | ------- | ---- |
| 內德·拉蒙特 | 146,587 | 52%  |
| 喬·李伯曼   | 136,468 | 48%  |

李伯曼在2006年再度角逐參議員的連任選舉，但卻在民主黨初選中意外輸給了內德·拉蒙特（Ned Lamont），一名來自格林威治鎮的商人。李伯曼在5月時曾獲得康乃迪克州民主黨大會的支持，然而拉蒙特取得了33%的代表團選票，使得他得以參加8月的初選。6月李伯曼宣布他將會執意參選到底，即使輸掉了民主黨初選亦然，他這樣說道：「我是一個忠誠的民主黨人，但除了我的政黨外這世上還有一些更值得忠誠的事物，那就是我對我的州和我的國家的忠誠。」。在7月10日，李伯曼的競選總部正式提出申請，讓李伯曼得以收集簽名成立一個新的政黨—「康州李伯曼黨」（Connecticut for Lieberman）.。
2006年8月，李伯曼承認他已經輸掉了民主黨的初選，發出聲明：「為了我們的州、我們的國家、以及我的政黨，我不能忍受這個結果。」並且正式宣布他將會脫離民主黨，以無黨籍的身分參選2006年的期中選舉，在他自創的「康州李伯曼黨」旗幟下同時對抗民主黨提名的內德·拉蒙特和共和黨提名的Alan Schlesinger。

#### 中期選舉
在初選之後的民調顯示李伯曼以5%的支持度領先拉蒙特，之後的各種民調也顯示李伯曼以些微的比率領先對手。共和黨候選人Alan Schlesinger很勉強的才湊足簽名而得以參選，而且他的支持度還因為被揭露出一則賭博債款的醜聞而大為受損。
2006年8月9日，希拉蕊·柯林頓聲明她將會支持初選的勝利者，而民主黨黨主席霍華德·迪安也呼籲李伯曼不要參與競選，批評他這樣做是「對民主黨支持者的藐視、也是對民主黨的藐視。」
8月10日，李伯曼舉行了自從失去民主黨初選之後的第一次競選造勢活動，當談到2006年跨大西洋航機恐怖襲擊陰謀時，李伯曼這樣批評拉蒙特道：「如果我們照著拉蒙特所說的去做，挑個日子逃出伊拉克，那些策劃要在英格蘭爆破飛機的兇手們將會視之為是他們的勝利。這將會鼓舞他們，使他們再次發起攻擊。」
儘管李伯曼長期以來一直是民主黨籍，他在這次選戰中受到全國大量共和黨人的支持。在8月17日，共和黨參議院全國委員會表達了他們對李伯曼的支持，不過他們也說他們不會真的直接替李伯曼陣營造勢。前紐約市長魯迪·朱利安尼更在8月18日稱讚李伯曼道：「他真的是一名傑出的參議員。」共和黨全國委員會的前募款部主席Mel Sembler還協助一個組織替李伯曼「籌措了數十萬元」。共和黨籍的紐約市長邁克·彭博也在11月替李伯曼進行了一次募款會。
最後在11月7日，李伯曼以無黨籍候選人的身分贏得了50%的選票，擊敗了民主黨候選人內德·拉蒙特的40%、以及共和黨候選人Alan Schlesinger的10%。李伯曼獲得的共和黨選民選票甚至還要高過來自民主黨選民的選票。他獲得的選票中有高達70%是來自共和黨選民，只有33%來自民主黨選民。
2008年美國總統選舉，李伯曼支持共和黨候選人約翰·麥凱恩參議員。

## 公共形象和媒體爭議

### 布希之吻
在2005年布希總統國情咨文演講上，布希總統在進行完演說後下台與國會議員們握手致意時，突然以雙手抱住李伯曼的臉，並且貼上他的臉頰。這場突然的小插曲被媒體們稱為「布希之吻」。最初李伯曼的幕僚開玩笑說這次擁抱只是「耶魯大學的傳統」罷了。不過，這場意外也使李伯曼在2006年的選舉裡飽受批評，內德·拉蒙特的支持者將之稱為「布希之吻：太過親密的慰問」並且還以大型的紙糊模型雕塑諷刺布希親吻李伯曼的樣子。自從那時開始李伯曼便否認布希曾經真的親吻他：「我不記得他曾經親吻我，他只是把臉靠過來擁抱了我一下並且說道『感謝你堅持做一個愛國的美國人』」。一些人認為布希之吻是導致李伯曼輸掉2006年的民主黨初選的原因之一。不過這場意外可能並沒有對選民發揮太大的影響，因為李伯曼最後還是贏得了參議院選舉。

### 電子遊戲笑話
由於李伯曼積極審查電子遊戲內容的舉動，在2003年發行的電子遊戲Postal²拿李伯曼開了幾個笑話。最簡單的遊戲模式被稱為「李伯曼模式」，而要進行的任務之一則是去募集人們簽名以「使那個愛發抱怨的國會議員開始玩電動遊戲。」

## 外部連結

### 官方網站
- 參議員官方網站
- 參議員連任選舉網站（页面存档备份，存于）

### 投票紀錄
- 喬·李伯曼的投票紀錄（页面存档备份，存于）
- Project Vote-Smart的檔案
- 華盛頓郵報記載的投票紀錄
- Lieberman's 參議院投票紀錄

### 訪問
- 2004年總統初選的訪問（页面存档备份，存于）
- 2000年副總統選舉的訪問（页面存档备份，存于）

| 前任： 艾伯特·高爾 | 美國民主黨副總統候選人 2000年（失敗） | 繼任： 約翰·愛德華茲 |

| 美国参议院                      | 美国参议院                                                                       | 美国参议院           |
| ------------------------------- | -------------------------------------------------------------------------------- | -------------------- |
| 前任者： Lowell P. Weicker, Jr. | 康涅狄格州第1類參議員 1989年-2013年 與克里斯多夫·杜德，理查德·布魯門薩爾同時在任 | 繼任者： 克里斯·墨菲 |